# 로널드 웨인
로날드 제럴드 웨인(영어: Ronald Gerald Wayne, 1934년 5월 17일 ~ )은 스티브 잡스, 스티브 워즈니악과 함께 애플의 창업에 참여한 인물이다. 로널드 웨인은 창업 후에 2,300달러를 받고 지분을 넘겼다.